# Miška je šla k čevljarju
Miška je šla k čevljarju je živalska in ljudska pravljica. Avtor ni znan, saj se je preko ustnega izročila prenašala iz roda v rod.
V narečju jo je zapisal Ivan Grafenauer, priredila pa jo je Kristina Brenkova. Izšla je v zbirki Deteljica, Slovenske ljudske pripovedi: BABICA PRIPOVEDUJE.

## Vsebina
Nekoč je bila miška, ki je lezla čez plot pri tem pa si je raztrgala trebušček. Miška je odšla k čevljarju ter ga prosila naj ji trebušček zašije, le-ta je v zameno zahteval masti. Zato se miška odpravi k svinji, ki pa v zameno za mast zahteva koruzo. Tako se odpravi h koruzi, ki pa ji bo dala storž le pod pogojem, da ji miška da mleko. Miška se tako odpravi naprej h kravi ter jo prosi za mleko, ki pa ga bo dobila le če kravi prinese krme. Miška sama vzame koso in nakosi travo. Nato da kravi travo, krava pa ji da mleko, z mlekom poškropi koruzo, koruza ji da storž, miška da storž svinji, svinja pa da miški mast, z mastjo miška teče k čevljarju in čevljar ji zašije trebušček. 
Potem miška ponovno leze čez plot in si spet raztrga trebušček.

## Analiza pravljice

### Značilnosti ljudske pravljice in basni
Ljudska pravljica:
Avtor pravljice ni znan
Krajevni čas ni določen
Krajevni prostor prav tako ni določen
Pripovedovalec je tretjeosebni
Pravljica je kratka, z izmišljeno vsebino
Pravljica se začne s tipičnim začetkom (nekoč je bila…)
Pravljica je živalska 
Liki v pravljici so nadnaravni (živali imajo človeške lastnosti)
Basen oziroma živalska pravljica:
Je kratka pripoved v kateri nastopajo živali s človeškimi lastnostmi. Na koncu zgodbe vedno sledi moralni nauk.

### Književne osebe
Glavni lik:
- Miška

Stranski liki:
- čevljar
- svinja
- koruza
- krava

## Interpretacija dela
Pravljica je verižna, za miško se vedno konča tragično, saj si razpara trebušček, ko leze čez plot. Ob branju te pravljice spoznamo, kako so stvari na tem svetu soodvisne. Živali, ki izhajajo iz domačega življenjskega okolja kažejo v medsebojnih odnosih na napake posameznika (vsak za zameno za dobrino, ki jo ima zahteva neko drugo dobrino) in na odnose v družbi nasploh.

## Motivno - tematske povezave z drugimi pravljicami
O fižolčku, ogelčku in slamici
Pravljica O fižolčku, ogelčku in slamici pripoveduje o tem kako so fižolček, ogelček in slamica prečkali potok pri Kozjancih. Slamica se je vrgla čez potok, fižolček in ogelček pa naj bi po njej prečkala strugo, nato pa bi na breg potegnila še njo. Fižolček se je prekotalil prvi, za njem je šel še ogelček, ki je slamico tako opekel da se je prežgala in oba sta padla v potok. Fižolček se jima je na bregu tako zelo smejal, da mu je počil trebušček. Mimo je prišel krojač, ki je zaslišal fižolčkov klic na pomoč ter mu zašil trebuh, le da je pri sebi imel samo belo nit, fižolček pa je bil rdeč. Od takrat ima vsak fižolček na sredi bel šiv.
V pravljici se torej pojavi motiv razparanega trebuščka ter pomoči krojača(čevljar- pri pravljici Miška je šla k čevljarju).